# Salar Aghapour
Salar Aghapour (in persiano سالار آقاپور‎; Urmia, 7 marzo 2000) è un giocatore di calcio a 5 iraniano, campione asiatico con la Nazionale iraniana nel 2024.

## Carriera
Aghapour è un laterale ambidestro, abile nel palleggio e nel servire assist ai compagni. La capacità di mantenere la calma sotto pressione unita alla rapidità nella gestione del pallone lo hanno consacrato, fin dagli esordi, come uno dei migliori prospetti del calcio a 5 mondiale. È stato premiato come miglior giovane ai Futsal Awards del 2022. Con la Nazionale di calcio a 5 dell'Iran ha disputato due Coppe d'Asia, tra cui la vittoriosa edizione del 2024, e una Coppa del Mondo. 

## Palmarès

### Club

#### Competizioni nazionali
- Campionato iraniano: 3

Mes Sungun: 2019-20, 2020-21, 2022-23

#### Competizioni internazionali
- UEFA Champions League: 1

Palma: 2023-24

### Nazionale
- Coppa d'Asia: 1
Thailandia 2024